# Stemshaugs kommun
Stemshaugs kommun (norska: Stemshaug kommune) var en kommun i Møre og Romsdal fylke i Norge. Kommunen omfattade den nordöstra delen av nuvarande Aure kommun (Stemshaugs socken). Byn Stemshaug utgjorde kommunens centralort.

## Administrativ historik
Stemshaugs kommun upprättades den 1 juli 1914 genom utbrytning ur Aure kommun. Kommunen hade 851 invånare vid upprättandet.
Den 1 januari 1964 gick Stemshaugs kommun, tillsammans med delar av kommunerna Tustna och Valsøyfjord, åter upp i Aure kommun. Kommunens hade då 877 invånare.

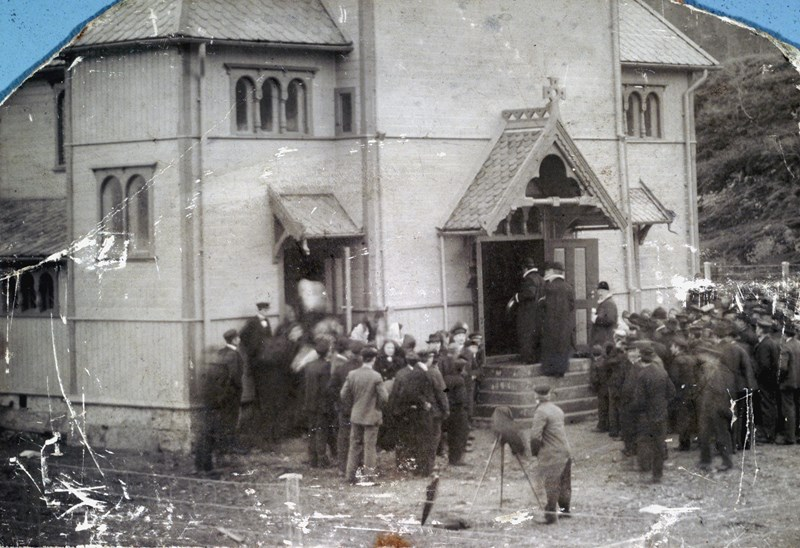
Invigning av Stemshaugs kyrka 1908.